# تیمورخان آیرملو
تیمورخان آیرملو (زاده در گنجه و در گذشته در حدود ۱۳۰۲–۱۲۹۸ خورشیدی)   شخصیتی برجسته در ارتش ایران در آغاز قرن بیستم میلادی بود. دختر او تاج‌الملوک همسر رضاشاه و مادر آخرین پادشاه ایران، محمدرضاشاه پهلوی بود. همچنین محمدحسین آیرم (از افسران ارتش شاهنشاهی) برادرزاده وی بود.